# Giovanni Aleotti
Giovanni Aleotti (Mirandola, 25 mei 1999) is een Italiaans wielrenner die anno 2022 uitkomt voor BORA-hansgrohe.

## Carrière
Aleotti won in 2019 de Trofeo Edil C en werd in 2020 Italiaans kampioen op de weg. In 2021 tekende hij een contract bij BORA-hansgrohe.
In zijn eerste seizoen voor het Duitse team begon Aleotti als knecht in de Ronde van Italië voor zijn kopmannen, onder meer Peter Sagan en Emanuel Buchmann.
Na een derde plaats in het eindklassement van de Settima Cyclista Italiana en het winnen van de jongerentrui, wist Aleotti in Roemenië zijn eerste winst af te dwingen in de tweede etappe van de Sibiu Cycling Tour waar hij Fabio Aru achter zich wist te laten bij de aankomst bergop. In de twee daaropvolgende etappes kwam de leiderstrui van Aleotti niet meer in gevaar. Zo eindigde hij als eerste in het algemeen- en jongerenklassement en als tweede in het puntenklassement, dat door zijn ploegmaat Pascal Ackermann werd gewonnen.

## Overwinningen
2019
Trofeo Edil C
2020
 Italiaans kampioen op de weg, Beloften
2021
1e etappe Sibiu Cycling Tour
Eindklassement Sibiu Cycling Tour
2022
2e en 3eA etappe Sibiu Cycling Tour
Eind- en puntenklassement Sibiu Cycling Tour
2024
3e etappe Ronde van Slovenië
Eind- en puntenklassement Ronde van Slovenië

## Resultaten in voornaamste wedstrijden
| Jaar | Ronde van Italië | Ronde van Frankrijk | Ronde van Spanje |
| ---- | ---------------- | ------------------- | ---------------- |
| 2021 | 80e              |                     |                  |
| 2022 | 72e              |                     |                  |
| 2023 | opgave           |                     |                  |
| 2024 | 24e              |                     | 38e              |
| 2025 | 59e              |                     |                  |

| Jaar | Milaan-San Remo | Amstel Gold Race | Luik-Bast.‑Luik | Ronde van Lombardije | Waalse Pijl | Clásica San Sebastián |
| ---- | --------------- | ---------------- | --------------- | -------------------- | ----------- | --------------------- |
| 2021 |                 |                  |                 | opgave               |             | opgave                |
| 2022 | 105e            | 86e              | 77e             | 63e                  | 97e         |                       |
| 2023 |                 | 51e              | 58e             | opgave               | 92e         |                       |
| 2024 | 38e             | 74e              | opgave          |                      | opgave      | 23e                   |
| 2025 |                 |                  |                 |                      |             | 24e                   |

Aleotti verliet de Ronde van Italië in 2023 na een positieve test op COVID-19.

## Ploegen
- 2019 −  Cycling Team Friuli
- 2020 −  Cycling Team Friuli
- 2021 −  BORA-hansgrohe
- 2022 –  BORA-hansgrohe
- 2023 –  BORA-hansgrohe
- 2024 –  BORA-hansgrohe
- 2025 –  Red Bull-BORA-hansgrohe

Ackermann · Aleotti · Baška · Benedetti · Bodnar · Buchmann · Burghardt · Fabbro · Gamper · Großschartner · Kämna · Kelderman · Konrad · Laas · Meeus · Oss · Palzer (vanaf 1 april) · Politt · Pöstlberger · J. Sagan · P. Sagan · Schachmann · Schelling · Schillinger · Schwarzmann · Selig · Walls · Wandahl · Zwiehoff
Aleotti · Archbold · Benedetti · Bennett · Buchmann · Fabbro · Gamper · Großschartner · Haller · Higuita · Hindley · Kämna · Kelderman · Koch · Konrad · Laas · Lührs · Meeus · Mullen · Palzer · Politt · Pöstlberger · Schachmann · Schelling · Uijtdebroeks · van Poppel · Vlasov · Walls · Wandahl · Zwiehoff · Lipowitz (stagiair)
Aleotti · Archbold · Benedetti · Bennett · Buchmann · Denz · Fabbro · Gamper · Haller · Higuita · Hindley · Jungels · Kämna · Koch · Konrad · Koretzky · Lipowitz · Lührs · Meeus · Mullen · Palzer · Politt · Schachmann · Schelling · Uijtdebroeks · van Poppel · Vlasov · Walls · Wandahl · Zwiehoff
Adrià · Aleotti · Benedetti (tot 18/8) · Buchmann · Denz · Gamper · Hajek · Haller · Herzog · Higuita · Hindley · Jungels · Kämna · Koch · Lipowitz · Lührs · Maciejuk · Martínez · Meeus · Mullen · Palzer · Roglič · Schachmann · Sobrero · van Poppel · Vlasov · Wandahl · Welsford · Zwiehoff